# I Liceum Ogólnokształcące im. Adama Mickiewicza w Stargardzie

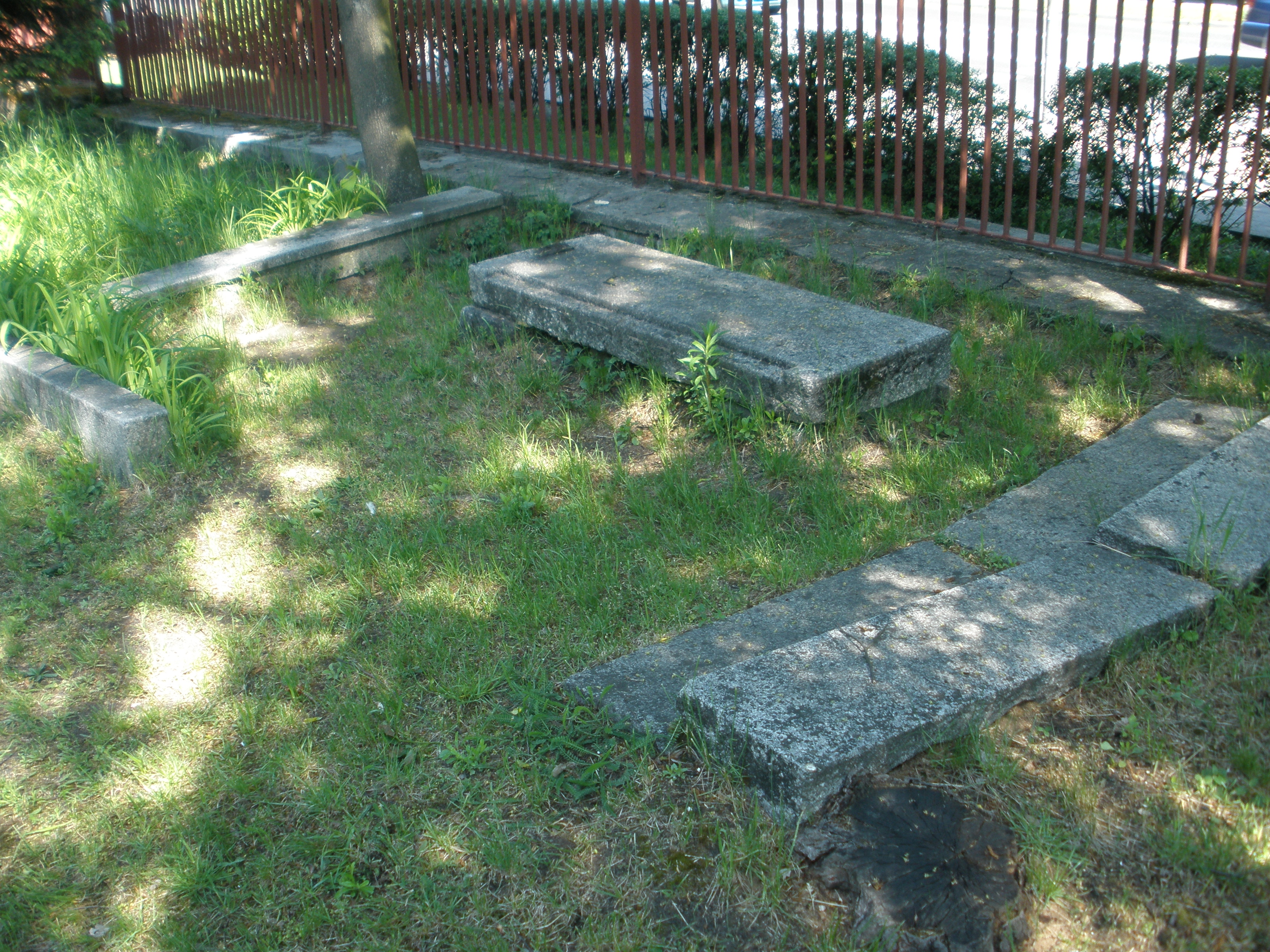
Schodek – jedyna pozostałość po willi dyrektora rozebranej w 1945 roku.

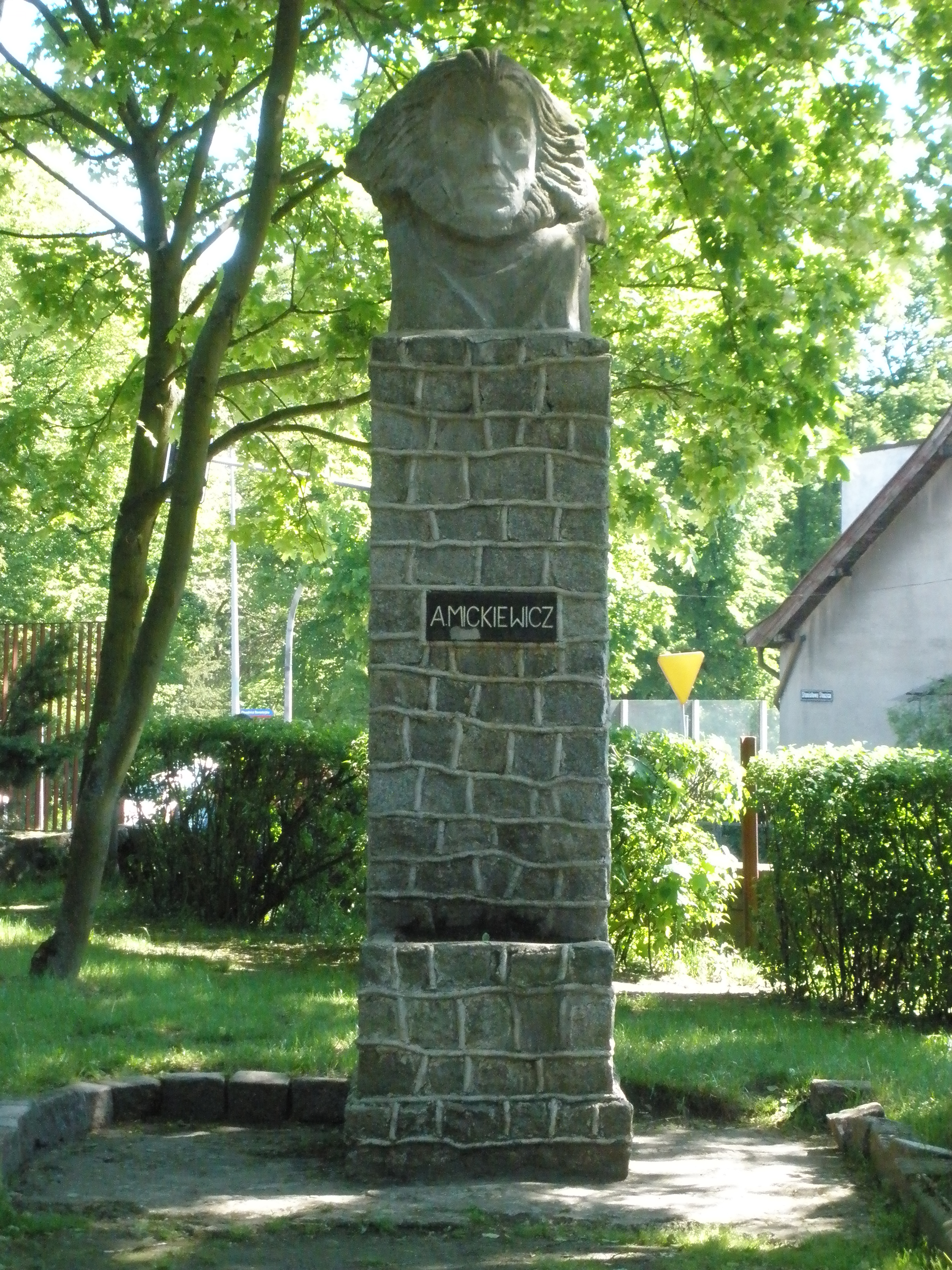
Pomnik patrona szkoły – A. Mickiewicza – na dziedzińcu szkolnym.

I Liceum Ogólnokształcące im. Adama Mickiewicza w Stargardzie to najstarsze liceum w Stargardzie. Mieści się w budynku dawnego Königliches und Gröningsche Gymnasium, budowanego specjalnie dla gimnazjum klasycznego. Architektura całego kompleksu szkoły ma wyraźnie klasyczny charakter. Kompleks jest wpisany między ulicami: Popiela (dawniej: Ihnastrasse), Stanisława Staszica (dawniej: Blücherstrasse) i Śląską (dawniej Wilhelmstrasse).
W I LO im. Adama Mickiewicza prowadzone są klasy z rozszerzonym programem nauczania (aktualne na wrzesień 2019):
- matematyczno-fizyczna
- matematyczno-geograficzna
- medyczna z rozszerzonym językiem angielskim
- medyczna z rozszerzoną matematyką
- społeczno-prawny
- psychologiczno-pedagogiczny

## Historia
W 1633 roku zostało otwarte Collegium Groeningianum ufundowane przez burmistrza Petera Gröninga. W 1714 roku szkoła ta została przekształcona w akademicką uczelnię. Okres swojej świetności przeżywała w XIX wieku. Było to, między innymi, wynikiem połączenia jej ze Szkołą Realną i Szkołą Ratuszową w 1812 roku.
Współczesne liceum ogólnokształcące rozpoczęło swą działalność po wojnie, w 1945 roku, jako Państwowe Gimnazjum i Liceum w Stargardzie. Nazwa szkoły zmieniała się siedmiokrotnie, a obecna została nadana w 1995 roku. Wybranie Adama Mickiewicza na patrona szkoły nastąpiło w 1948 roku. W latach 1957 – 1961 w budynku liceum funkcjonowała szkoła podstawowa, która następnie została przeniesiona. W 1972 roku powstał hymn szkoły. W 1988 roku rozpoczęto budowę nowego budynku szkoły, zakończoną w roku 1990.

### Zmiana nazwy szkoły
- Państwowe Gimnazjum i Liceum w Stargardzie (1945)
- Państwowe Gimnazjum i Liceum Ogólnokształcące w Stargardzie (1946)
- Szkoła Ogólnokształcąca Stopnia Licealnego im. Adama Mickiewicza w Stargardzie (1948)
- Liceum Ogólnokształcące im. Adama Mickiewicza w Stargardzie (1953)
- Liceum Ogólnokształcące im. Adama Mickiewicza w Stargardzie Szczecińskim[1] (1961)
- Zespół Szkół Ogólnokształcących im. Adama Mickiewicza. Liceum Ogólnokształcące w Stargardzie Szczecińskim. (1977)
- Zespół Szkół Ogólnokształcących nr 1 im. Adama Mickiewicza. I Liceum Ogólnokształcące im. Adama Mickiewicza. (1989)
- I Liceum Ogólnokształcące im. Adama Mickiewicza w Stargardzie Szczecińskim(1995–2015)
- I Liceum Ogólnokształcące im. Adama Mickiewicza w Stargardzie (2016) – aktualna nazwa

## Kompleks szkoły
- Budynek główny – jest pięciokondygnacyjny i dwupiętrowy. Powstał w 1882 roku i stał się główną siedzibą Königliche und Gröningsche Gymnasium. Budynek, podobnie jak cały kompleks szkolny, zbudowany jest z cegły klinkierowej, a dach pokryty był łupkiem bitumicznym (obecnie pokryty jest papą). W budynku mieści się między innymi sklepik szkolny, funkcjonujący od 1947 roku, szkolny radowięzeł, zwany potocznie "czołgiem", szatnie i świetlica. Na drugim piętrze znajduje się także aula, w której przed II wojną światową znajdowały się organy, sprzedane po wojnie na złom. Obok auli, na drugim piętrze znajdowała się również biblioteka, która w 1910 roku posiadała 17 tysięcy woluminów, w tym 51 średniowiecznych rękopisów, 91 inkubałów, 151 wczesnych druków (sprzed 1525 roku), liczne miedzioryty i różne starodruki[2].
- Nowy budynek – był budowany w latach 1988–1990. Decyzję o jego budowie podjęto w 1987 roku. Jako jedyny budynek z całego kompleksu szkolnego nie jest zbudowany z cegły klinkierowej, ale z betonu. Obecnie mieści się w nim czytelnia i biblioteka szkolna oraz dodatkowe sale lekcyjne.
- Boisko – zostało uporządkowane w 1963 roku. Znajduje się tam skocznia lekkoatletyczna wybudowana w 1963 roku, boisko do gry w piłkę nożną i koszykówkę oraz mniejsze boisko do gry w siatkówkę.
- Sala gimnastyczna – znajduje się na rogu ulicy Śląskiej i Staszica. Od strony boiska zostały dobudowane dodatkowe, parterowe pomieszczenia, gdzie znajdują się dziś szatnie, magazyn na sprzęt sportowy i prysznice.
- Siłownia – wybudowano ją jako osobny budynek, od 1990 przyłączona jest do pobliskiego nowego budynku. W budynku tym od początku znajdowały się toalety. Kilka lat po wojnie zlikwidowano toalety, a budynek został przekształcony na palarnię. Następnie znajdowała się tam między innymi sala do prac ręcznych i harcówka. Dziś znajduje się tam siłownia.
- Willa dyrektora (nie istnieje) – znajdowała się na rogu ulicy Popiela i Staszica. Podobnie jak cały kompleks, zbudowana była z cegły klinkierowej. Miała dwie kondygnacje i użytkowe poddasze. W marcu 1945 willę rozebrano, a cegły wywieziono do odbudowy Warszawy. Jedyną jej pozostałością jest schodek od jej zachodniego wejścia, znajdujący się na dziedzińcu.
- Dziedziniec – jedyne miejsce, w którym zachowała się część drzew (między innymi klony), rosnących niegdyś na całym terenie szkoły i wokół niej. Na dziedzińcu znajduje się także pomnik patrona szkoły – Adama Mickiewicza.

## Dyrektorzy szkoły
- Władysław Kalisz (1945 – 1950)
- Jan Kowalczuk (1950 – 1951) (1951 – 1956)
- Hipolit Hamziuk (1951 – 1951)
- Andrzej Zdancewicz (1956 – ?)
- Edward Kokorzycki (1958 – 1962)
- Wiktor Bielewicz (1962 – 1972)
- Jarosław Jabłoński (1972 – 1980)
- Adam Kisio (1980 – 1984)
- Jadwiga Zarzycka (1984 – 1991)
- Eleonora Kuchta (1991 – 1997)
- Stanisław Michałowski (1997 – 2011)
- Andrzej Albrewczyński (2011 – obecnie)